# Cratere du Chatelet
du Chatelet  è un cratere sulla superficie di Venere. Deve il suo nome ad Émilie du Châtelet, matematica e fisica francese.